# Albizia suluensis
Albizia suluensis är en ärtväxtart som beskrevs av Gerstner. Albizia suluensis ingår i släktet Albizia och familjen ärtväxter. Inga underarter finns listade i Catalogue of Life.